# George Coventry, IX conte di Coventry
George William Coventry, IX conte di Coventry (Londra, 9 maggio 1838 – 13 marzo 1930) è stato un politico inglese.

## Biografia
Era il figlio di George Coventry, visconte Deerhurst, figlio maggiore di George Coventry, VIII conte di Coventry, e di sua moglie, Harriett Anne, figlia di Sir Charles Cockerell, I Baronetto. Frequentò l'Eton e il Christ Church, Oxford.

## Carriera
Coventry si sedette sui banchi conservatori della Camera dei lord e prestò servizio come Capitano del Honourable Corps of Gentlemen-at-Arms sotto il Conte di Beaconsfield (1877-1880), sotto Lord Salisbury (1885-1886) e sotto Salisbury come Master of the Buckhounds (1886-1892 e 1895-1900). Nel 1877 fu ammesso al Consiglio Privato. Dal 1921 fino alla sua morte fu Father of the House of Lords.
Coventry era anche Lord luogotenente del Worcestershire (1891-1903), e un colonnello onorario del 3rd and 4th (Militia) Battalions, the Worcestershire Regiment del 1900. Ha presieduto numerosi comitati e organizzazioni di beneficenza ed è stato presidente del Worcestershire Volunteer Regiment (WW1 Home Guard). 
Oltre alla sua carriera politica fu anche coinvolto nelle corse di cavalli. Nel 1899 fu presidente della Royal Agricultural Society. Il conte era anche interessato allo sviluppo dell'agricoltura e manteneva un atteggiamento paternalistico nei confronti dei suoi inquilini. Stabilì una fabbrica di marmellata per fornire loro uno sbocco locale per i loro frutti, anche se questo dimostrò di non essere in grado di competere con concorrenti commerciali su vasta scala e andò in liquidazione nel 1908.

## Matrimonio
Sposò, il 25 gennaio 1865 a Londra, Lady Blanche Craven (24 dicembre 1842-16 marzo 1930), figlia di William Craven, II conte di Craven. Ebbero nove figli:
- George William Coventry, visconte Deerhurst (15 novembre 1865-8 agosto 1927), sposò Virginia Lea Daniel, ebbero quattro figli;
- Charles John Coventry (26 febbraio 1867-2 giugno 1929)[5], sposò Lily Whitehouse, ebbero quattro figli;
- Henry Thomas Coventry (3 maggio 1868-2 agosto 1934), sposò Edith Kip, ebbero due figli;
- Sir Reginald William Coventry (29 agosto 1869-3 dicembre 1940), sposò Gwenllian Pascoe Morgan, ebbero quattro figli;
- Lady Barbara Elizabeth Coventry (27 ottobre 1870-29 novembre 1946), sposò Gerald Dudley Smith, ebbero due figli;
- Lady Dorothy Coventry (6 febbraio 1872-2 dicembre 1965), sposò Sir Keith Alexander Fraser, ebbero un figlio;
- Lady Anne Blanche Alice Coventry (27 gennaio 1874-2 luglio 1956), sposò Victor Albert Jay Duleep Singh[1], non ebbero figli;
- William Francis Coventry (6 agosto 1875-11 dicembre 1937);
- Thomas George Coventry (25 agosto 1885-9 dicembre 1972), sposò Alice Ward, ebbero quattro figli.

## Morte
Morì il 13 marzo 1930, all'età di 91 anni, e gli succedette nella contea di suo nipote George.